# ويليام كارلتون
ويليام كارلتون (بالإنجليزية: William Carlton)‏ (22 مايو 1876 بملبورن في أستراليا - 23 ديسمبر 1959) هو لاعب كريكت أسترالي. لعب مع فريق فكتوريا للكريكت.

## وصلات خارجية
- ويليام كارلتون على موقع إي آس بي آن كريك إنفو (الإنجليزية)